# Herbert Flack
Herbert Flack (Reet, 9 juni 1949) is een Belgisch acteur. Hij is te zien in vele producties en ook dikwijls te horen in reclamespotjes op radio en televisie.

## Biografie
Herbert Flack bracht zijn jeugd door in Boom en ging nadien studeren aan het Koninklijk Vlaams Muziekconservatorium Antwerpen, afdeling toneel. In 1971 studeerde hij af met grote onderscheiding. In 1987 volgde hij in Amsterdam een workshop bij Delia Salvi (Actors Studio, Los Angeles). 
Hij was 43 jaar getrouwd met Mimi Peetermans (1929-2014), een van zijn vroegere leerkrachten.
In september 2014 is hij opnieuw getrouwd. Zijn vrouw, Fabienne Arras, overleed in Spanje op 2 juli 2020 op 66-jarige leeftijd.
In juni 2016 werd hij in Boom geëerd als ereburger.

## Rollen

### Film
Herbert Flack speelde in meer dan dertig films, waaronder:
| Jaar | Productie                               | Rol                  |
| ---- | --------------------------------------- | -------------------- |
| 2020 | Cruise Control                          | Jacky Dupont         |
| 2016 | Sing                                    | Big Daddy            |
| 2001 | Olivetti 82                             | Dokter De Vlaeminck  |
| 1999 | Film 1                                  | Johannes Van Buren   |
| 1998 | Blazen tot honderd                      | Vader                |
| 1995 | Pico en het Geheim van de Gouden Tempel | Christopher Columbus |
| 1995 | She Good Fighter                        | Inspecteur Voets     |
| 1993 | Ad fundum                               | Rene Bogaerts        |
| 1993 | Daens                                   | Vanlangenhove        |
| 1991 | Boys                                    | Lucas Waterman       |
| 1990 | De gulle minnaar                        | Jimmy                |
| 1990 | Koko Flanel                             | Arlondo              |
| 1987 | Hector                                  | Gregoire Ghijssels   |
| 1986 | Flodder                                 | Wim Kruisman         |
| 1985 | Springen                                | Axel Woestewey       |
| 1984 | De Leeuw van Vlaanderen                 | Willem Van Gullik    |
| 1983 | Zaman                                   | Frank                |
| 1981 | Brugge, die stille                      | Biechtvader          |
| 1980 | Vrijdag                                 | Eric                 |
| 1979 | Mijn vriend                             | Tille                |
| 1976 | Pallieter                               | Jonge graaf          |

### Televisie
- Herbert Flack was sinds 2004 tien seizoenen lang te zien op VTM in de politieserie Aspe, waarin hij het hoofdpersonage Pieter Van In vertolkte. Voordien speelde hij als Jean-Pierre De Ruyter een van de grote rollen in de soap Thuis.

| Jaar            | Productie                                | Rol                                                         |
| --------------- | ---------------------------------------- | ----------------------------------------------------------- |
| 2021-2022       | Familie (seizoen 30-31)                  | Leon De Bodt                                                |
| 2021            | Lisa                                     | Maenhout                                                    |
| 2017            | Salamander (seizoen 2)                   | Jonatan Bury                                                |
| 2017            | Brussel                                  | Jean-Marie Debeukelaer                                      |
| 2015            | Rode Neuzen Dag Zaak van de Rode Neus    | Hoofdinspecteur Pieter Van In                               |
| 2012            | Clan                                     | Gerard Wijnants                                             |
| 2007            | Lili en Marleen (seizoen 9)              | Don Diego 'Donnie' de Bannes                                |
| 2005-2008       | Drakenjagers                             | Overige stemmen                                             |
| 2004-2014       | Aspe                                     | Hoofdinspecteur Pieter Van In                               |
| 2003            | Sedes & Belli                            | Deweerdt                                                    |
| 2001            | Wilhelmina                               | Graaf Kotzebue                                              |
| 2000-2001       | Simsala Grimm                            | Verschillende personages                                    |
| 1998-2003       | Thuis (seizoen 4-8)                      | Jean-Pierre De Ruyter                                       |
| 1997            | Diamant                                  | Parain                                                      |
| 1996            | Heterdaad                                | Patrick Mariman                                             |
| 1994-1996       | Wittekerke (seizoen 2-3)                 | Henri Thijssen                                              |
| 1991, 1993-1994 | Medisch Centrum West (seizoen 4, 6-7)    | Bert Helenberg                                              |
| 1991            | Vreemde praktijken                       | Theo Schuifluifel (gastrol in aflevering 'Bert en de bees') |
| 1990-1991       | Goede tijden, slechte tijden (seizoen 1) | J.A. Armand                                                 |

### Theater
Herbert Flack was 25 jaar verbonden aan het theatergezelschap van de Koninklijke Nederlandse Schouwburg te Antwerpen, waarbij hij talrijke hoofdrollen speelde in zowel het klassieke als het moderne repertoire, onder meer Treves in "De Olifantman" ; Boris in "Kinderen van de Zon" (Gorki); Nico in "Arm Vlaanderen" (Clark); Hendrik VIII in "Thomas More" (Bolt); Ripafratta in "Mirandolina" (Goldoni); James Carmichael in "Romantische Komedie" (Slade); Kittel in "Ghetto" (Sobol); Bob in "Glenngary Glenn Ross" (Mamet); Gennadi in "Het Woud" (Ostrovski); Versjinin in "De Drie Zusters" (Tsjechov); Sultan Saladin in "Nathan de Wijze" (Lessing).
Verder heeft Herbert zijn grote voorliefde voor het klassiekere repertoire (en teksttheater) nooit onder stoelen of banken gestoken. In 2005/2006 (het Mozartjaar) bracht hij, samen met Aron Wade, bekend van onder andere de soap De Kotmadam, en in samenwerking met Geert Allaert van Musichall Productions, een zeer succesvolle Amadeus gebracht, waarin hij zelf de rol van Salieri voor zijn rekening nam. Deze productie trok ongeveer 35.000 bezoekers naar de zalen. Verder bouwend op dit succes speelt Herbert Flack in december 2007/januari 2008 de hoofdrol in Cyrano de Bergerac, naar de gelijknamige roman van Edmond Rostand.
Herbert Flack heeft een aantal jaren de toneelklas bij de afdeling Woord aan de Kunstacademie te Hoboken onder zijn hoede gehad. Na 23 jaar lesgegeven te hebben en na administratieve strubbelingen met de onderwijsoverheden besloot hij zijn eigen weg te gaan. Hij bracht te Mechelen zijn eerste monoloog, De Spotlijster. Een tijdje daarna (vanaf 2002) toerde hij succesvol door Vlaanderen met een monoloog: VROUWEN!!! De reis van een verleider ....

## Hoorspel
- Terrarium

## Prijzen
- 2016: ereburger van de gemeente Boom
- 2005: "Wapper van 't Stad"-award als Antwerpenaar met een verdienstelijke carrière
- 2004: Flack krijgt de titel van Ambassadeur voor Antwerpen. Deze onderscheiding wordt uitgereikt door Antwerpen-Congresstad. Hij ontvangt de grote A uit handen van Gaston Berghmans.
- 2002: Life Achievement Award - Golden Exclusief
- 1993: Frank Rijlandtprijs, cultuurprijs van het district Hoboken (Antwerpen)
- 1987: Ciam-prijs voor de bijdrage tot de uitstraling van de Vlaamse filmindustrie in het buitenland
- 1968: Dr. Oscar-Jan De Gruyter Juweel voor voordracht en welsprekendheid, uitgereikt door rederijkerskamer De Melomanen, Gent